# Marcel Bisges
Marcel Bisges (* vor 1996) ist ein deutscher Jurist, Betriebswirtschaftler und Philosoph. Seit 2013 ist er Professor für Urheber- und Medienrecht an der Berlin University of Applied Sciences.

## Leben
Nach dem Studium der Betriebswirtschaftslehre in Berlin und der Rechtswissenschaft in Düsseldorf, Hagen, Berlin und Hamburg erwarb er 2006 das erste Staatsexamen in Berlin und 2007 den LL.M. für Informationsrecht in Düsseldorf. Nach der Promotion zum Dr. iur. 2009 an der Bucerius Law School und dem zweiten Staatsexamen 2010 in Berlin ist er seit 2013 Professor für Urheber- und Medienrecht an der Berlin University of Applied Sciences. 2014 wurde er zusätzlich an der Leuphana Universität, Lüneburg, in Wirtschaftswissenschaften promoviert. Einen Doktor der Philosophie (Dr. phil.) erhielt er 2022 an der Technischen Universität, Berlin.

## Schriften (Auswahl)
- Urheberrechtliche Aspekte des elektronischen Dokumentenmanagements. Baden-Baden 2009, ISBN 978-3-8329-4627-2.
- Die Kleine Münze im Urheberrecht. Analyse des ökonomischen Aspekts des Werkbegriffs. Baden-Baden 2014, ISBN 3-8487-1775-1.
- Die persönliche geistige Schöpfung zwischen Rechtsprechung und Medienpsychologie. Eine empirische Untersuchung. Baden-Baden 2022, ISBN 3-8487-7502-6.
- mit  Henning Bahr, Knut Eigler, Ruben Engel, Dennis Klein, Elina Krause, Mark Lerach, Antonio Miras, Carsten M. Müller, Boris Pahn, Martin Reitmaier und Cornelius Renner:  Handbuch des Veranstaltungsrechts. Berlin 2023, ISBN 978-3-503-23677-0.